# Selenops gracilis
Selenops gracilis är en spindelart som beskrevs av Muma 1953. Selenops gracilis ingår i släktet Selenops och familjen Selenopidae. Inga underarter finns listade i Catalogue of Life.